# Klubowy Puchar Europy w szachach (2003)
2003 – dziewiętnasty sezon Klubowego Pucharu Europy w szachach. Rozgrywki odbyły się w Retimnie w dniach 28 września–4 października 2003 roku. Tytuł zdobył francuski NAO Chess Club.

## Format rozgrywek
Turniej odbywał się systemem szwajcarskim na dystansie siedmiu rund. W przypadku identycznej liczby punktów decydowała łączna liczba punktów uzyskanych przez zawodników, a przy dalszej równości – system Buchholza.

## Uczestnicy
W nawiasie podano średni ranking Elo. Źródło: OlimpBase

- Barbican Chess Club (2412)
- ESV Austria Graz (2313)
- Sparkasse Gleisdorf (2341)
- SV United Chocolates Tschaturanga (2168)
- CRELEL Liège (2343)
- KSK 47 Eynatten (2469)
- KSK Rochade Eupen-Kelmis (2391)
- WCz Witebsk (2107)
- Wieśninka Mińsk (2415)
- Bosna Sarajewo (2674)
- Glasinac Sokolac (2234)
- ŠK Kiseljak (2637)
- TJ TŽ Třinec (2407)
- SK1968 (2370)
- Drita Suva Reka (2098)
- Joensuun SK (2267)
- Jyväs-Shakki (2367)
- Clichy-Echecs 92 (2585)
- NAO Chess Club (2693)
- AO Kydon-Blue Star Ferries (2307)
- Iraklio OAA (2307)
- Tbilisi (2557)
- Phibsboro Chess Club (1992)
- RVH Chess Club (1914)
- Taflfélagið Hellir (2340)
- ASA Szlomo Har-Cwi Tel Awiw (2428)
- Beer Sheva Chess Club (2542)
- De Sprénger Echternach (2268)
- Alkaloid Skopje (2538)
- SFR Neukölln (2422)
- Werder Brema (2523)
- Asker SK (2333)
- Polfa Grodzisk Mazowiecki (2508)
- Polonia Plus GSM Warszawa (2632)
- Ładja Kazań-1000 (2662)
- Norilskij Nikiel Norylsk (2653)
- Petersburg Lentransgaz (2609)
- Tomsk-400-Jukos (2639)
- Corpora Lipovec (2596)
- Limhamns SK (2399)
- TED Ankara Kolejliler (2180)
- Momot Donieck (2483)
- Cardiff Chess Club (2119)
- Nidum Liberals (2053)
- Zalaegerszegi Csuti-Hydrocomp SK (2524)

## Rozgrywki

### Runda 1
Źródło: OlimpBase
28 września 2003
| NAO Chess Club – TJ TŽ Třinec 5½:½                       |
| Limhamns SK – Bosna Sarajewo 2:4                         |
| Ładja Kazań-1000 – KSK Rochade Eupen-Kelmis 6:0          |
| SK1968 – Norilskij Nikiel Norylsk 1:5                    |
| Tomsk-400-Jukos – Jyväs-Shakki 6:0                       |
| Sparkasse Gleisdorf – ŠK Kiseljak 0:6                    |
| Polonia Plus GSM Warszawa – Taflfélagið Hellir 6:0       |
| CRELEL Liège – Petersburg Lentransgaz 0:6                |
| Corpora Lipovec – Asker SK 5½:½                          |
| ESV Austria Graz – Clichy-Echecs 92 0:6                  |
| Tbilisi – AO Kydon-Blue Star Ferries 3½:2½               |
| Joensuun SK – Beer Sheva Chess Club ½:5½                 |
| Alkaloid Skopje – Iraklio OAA 6:0                        |
| Glasinac Sokolac – Zalaegerszegi Csuti-Hydrocomp SK ½:5½ |
| Werder Brema – De Sprénger Echternach 5:1                |
| TED Ankara Kolejliler – Polfa Grodzisk Mazowiecki 2:4    |
| Momot Donieck – SV United Chocolates Tschaturanga 5½:½   |
| Cardiff Chess Club – KSK 47 Eynatten 1:5                 |
| ASA Szlomo Har-Cwi Tel Awiw – WCz Witebsk 4½:1½          |
| Drita Suva Reka – SFR Neukölln 2½:3½                     |
| Wieśninka Mińsk – Nidum Liberals 5½:½                    |
| Phibsboro Chess Club – Barbican Chess Club ½:5½          |
| RVH Chess Club pauza                                     |

### Runda 2
Źródło: OlimpBase
29 września 2003
| Werder Brema – NAO Chess Club 1½:4½                          |
| Petersburg Lentransgaz – Bosna Sarajewo 3½:2½                |
| RVH Chess Club – Ładja Kazań-1000 0:6                        |
| Norilskij Nikiel Norylsk – Corpora Lipovec 3½:2½             |
| SFR Neukölln – Tomsk-400-Jukos 1:5                           |
| ŠK Kiseljak – Tbilisi 2½:3½                                  |
| Polfa Grodzisk Mazowiecki – Polonia Plus GSM Warszawa 2½:3½  |
| Clichy-Echecs 92 – ASA Szlomo Har-Cwi Tel Awiw 3½:2½         |
| Beer Sheva Chess Club – Barbican Chess Club 4½:1½            |
| KSK 47 Eynatten – Alkaloid Skopje 3:3                        |
| Zalaegerszegi Csuti-Hydrocomp SK – Wieśninka Mińsk 2½:3½     |
| Iraklio OAA – Momot Donieck 2½:3½                            |
| TJ TŽ Třinec – Glasinac Sokolac 5½:½                         |
| Taflfélagið Hellir – Limhamns SK 2½:3½                       |
| KSK Rochade Eupen-Kelmis – SK1968 2½:3½                      |
| Jyväs-Shakki – WCz Witebsk 4:2                               |
| TED Ankara Kolejliler – Sparkasse Gleisdorf ½:5½             |
| Drita Suva Reka – CRELEL Liège 2½:3½                         |
| Asker SK – Joensuun SK 4½:1½                                 |
| AO Kydon-Blue Star Ferries – ESV Austria Graz 4½:1½          |
| Nidum Liberals – De Sprénger Echternach 2½:3½                |
| SV United Chocolates Tschaturanga – Cardiff Chess Club 3½:2½ |
| Phibsboro Chess Club pauza                                   |

### Runda 3
Źródło: OlimpBase
30 września 2003
| NAO Chess Club – Wieśninka Mińsk 5:1                                      |
| Ładja Kazań-1000 – Tbilisi 4½:1½                                          |
| Tomsk-400-Jukos – Norilskij Nikiel Norylsk 3:3                            |
| Polonia Plus GSM Warszawa – Clichy-Echecs 92 5½:½                         |
| Momot Donieck – Beer Sheva Chess Club 3:3                                 |
| KSK 47 Eynatten – Petersburg Lentransgaz 2½:3½                            |
| Alkaloid Skopje – RVH Chess Club 6:0                                      |
| Bosna Sarajewo – SFR Neukölln 4:2                                         |
| ŠK Kiseljak – Phibsboro Chess Club 6:0                                    |
| Corpora Lipovec – CRELEL Liège 5:1                                        |
| SV United Chocolates Tschaturanga – Zalaegerszegi Csuti-Hydrocomp SK ½:5½ |
| Asker SK – Werder Brema 2:4                                               |
| Sparkasse Gleisdorf – Polfa Grodzisk Mazowiecki 2:4                       |
| ASA Szlomo Har-Cwi Tel Awiw – Jyväs-Shakki 3:3                            |
| Barbican Chess Club – SK1968 4:2                                          |
| Limhamns SK – TJ TŽ Třinec 3:3                                            |
| De Sprénger Echternach – AO Kydon-Blue Star Ferries 2:4                   |
| KSK Rochade Eupen-Kelmis – TED Ankara Kolejliler 4½:1½                    |
| Iraklio OAA – Taflfélagið Hellir 1½:4½                                    |
| Cardiff Chess Club – ESV Austria Graz 2:4                                 |
| WCz Witebsk – Joensuun SK 4½:1½                                           |
| Glasinac Sokolac – Drita Suva Reka 3½:2½                                  |
| Nidum Liberals pauza                                                      |

### Runda 4
Źródło: OlimpBase
1 października 2003
| Polonia Plus GSM Warszawa – NAO Chess Club 2½:3½           |
| Petersburg Lentransgaz – Ładja Kazań-1000 2:4              |
| Norilskij Nikiel Norylsk – Alkaloid Skopje 4:2             |
| Momot Donieck – Tomsk-400-Jukos 3:3                        |
| Beer Sheva Chess Club – Polfa Grodzisk Mazowiecki 4:2      |
| AO Kydon-Blue Star Ferries – Bosna Sarajewo 1:5            |
| Wieśninka Mińsk – ŠK Kiseljak 2½:3½                        |
| Clichy-Echecs 92 – Corpora Lipovec 2:4                     |
| Tbilisi – Zalaegerszegi Csuti-Hydrocomp SK 4:2             |
| Barbican Chess Club – Werder Brema 1:5                     |
| Limhamns SK – ASA Szlomo Har-Cwi Tel Awiw 4:2              |
| TJ TŽ Třinec – Jyväs-Shakki 2½:3½                          |
| De Sprénger Echternach – KSK 47 Eynatten 1:5               |
| ESV Austria Graz – SFR Neukölln 1½:4½                      |
| Glasinac Sokolac – KSK Rochade Eupen-Kelmis 3½:2½          |
| SK1968 – Nidum Liberals 5:1                                |
| Phibsboro Chess Club – Sparkasse Gleisdorf 3:3             |
| Taflfélagið Hellir – SV United Chocolates Tschaturanga 4:2 |
| CRELEL Liège – Asker SK 4½:1½                              |
| WCz Witebsk – RVH Chess Club 5½:½                          |
| Joensuun SK – Cardiff Chess Club 4½:1½                     |
| TED Ankara Kolejliler – Iraklio OAA 2:4                    |
| Drita Suva Reka pauza                                      |

### Runda 5
Źródło: OlimpBase
2 października 2003
| Ładja Kazań-1000 – NAO Chess Club 3:3                             |
| Norilskij Nikiel Norylsk – Beer Sheva Chess Club 2½:3½            |
| Tomsk-400-Jukos – Petersburg Lentransgaz 3½:2½                    |
| ŠK Kiseljak – Momot Donieck 3½:2½                                 |
| Tbilisi – Polonia Plus GSM Warszawa 2½:3½                         |
| Werder Brema – Corpora Lipovec 4½:1½                              |
| Bosna Sarajewo – KSK 47 Eynatten 5:1                              |
| Jyväs-Shakki – Alkaloid Skopje 0:6                                |
| SFR Neukölln – Limhamns SK 4:2                                    |
| SK1968 – Clichy-Echecs 92 1½:4½                                   |
| Zalaegerszegi Csuti-Hydrocomp SK – CRELEL Liège 5:1               |
| Polfa Grodzisk Mazowiecki – Glasinac Sokolac 4:2                  |
| Wieśninka Mińsk – Taflfélagið Hellir 5½:½                         |
| AO Kydon-Blue Star Ferries – Barbican Chess Club 1:5              |
| Sparkasse Gleisdorf – WCz Witebsk 4:2                             |
| ASA Szlomo Har-Cwi Tel Awiw – Phibsboro Chess Club 6:0            |
| TJ TŽ Třinec – De Sprénger Echternach 5:1                         |
| KSK Rochade Eupen-Kelmis – SV United Chocolates Tschaturanga 5½:½ |
| Iraklio OAA – ESV Austria Graz 2:4                                |
| Nidum Liberals – Joensuun SK 1:5                                  |
| RVH Chess Club – Drita Suva Reka 1:5                              |
| Asker SK – TED Ankara Kolejliler 5:1                              |
| Cardiff Chess Club pauza                                          |

### Runda 6
Źródło: OlimpBase
3 października 2003
| Beer Sheva Chess Club – Ładja Kazań-1000 3:3                     |
| NAO Chess Club – Tomsk-400-Jukos 4½:1½                           |
| Bosna Sarajewo – Polonia Plus GSM Warszawa 2:4                   |
| Werder Brema – ŠK Kiseljak 2:4                                   |
| Clichy-Echecs 92 – Norilskij Nikiel Norylsk 2½:3½                |
| Alkaloid Skopje – SFR Neukölln 5:1                               |
| Petersburg Lentransgaz – Momot Donieck 4½:1½                     |
| Corpora Lipovec – Tbilisi 2½:3½                                  |
| Zalaegerszegi Csuti-Hydrocomp SK – Polfa Grodzisk Mazowiecki 3:3 |
| Barbican Chess Club – Wieśninka Mińsk 1½:4½                      |
| KSK 47 Eynatten – TJ TŽ Třinec 3½:2½                             |
| Sparkasse Gleisdorf – ASA Szlomo Har-Cwi Tel Awiw 1½:4½          |
| Jyväs-Shakki – Limhamns SK 3:3                                   |
| CRELEL Liège – KSK Rochade Eupen-Kelmis 5:1                      |
| Taflfélagið Hellir – SK1968 2:4                                  |
| Glasinac Sokolac – Asker SK 5:1                                  |
| Drita Suva Reka – ESV Austria Graz 3:3                           |
| Joensuun SK – AO Kydon-Blue Star Ferries 2:4                     |
| WCz Witebsk – Phibsboro Chess Club 6:0                           |
| RVH Chess Club – Iraklio OAA 1½:4½                               |
| SV United Chocolates Tschaturanga – De Sprénger Echternach 4½:1½ |
| Cardiff Chess Club – Nidum Liberals 3:3                          |
| TED Ankara Kolejliler pauza                                      |

### Runda 7
Źródło: OlimpBase
4 października 2003
| NAO Chess Club – Beer Sheva Chess Club 4:2                |
| Polonia Plus GSM Warszawa – Ładja Kazań-1000 4:2          |
| ŠK Kiseljak – Alkaloid Skopje 3½:2½                       |
| Wieśninka Mińsk – Norilskij Nikiel Norylsk 1:5            |
| Tbilisi – Bosna Sarajewo 3½:2½                            |
| Tomsk-400-Jukos – Werder Brema 3:3                        |
| ASA Szlomo Har-Cwi Tel Awiw – Petersburg Lentransgaz ½:5½ |
| KSK 47 Eynatten – Zalaegerszegi Csuti-Hydrocomp SK 2½:3½  |
| Polfa Grodzisk Mazowiecki – CRELEL Liège 5:1              |
| Corpora Lipovec – Jyväs-Shakki 4½:1½                      |
| Momot Donieck – AO Kydon-Blue Star Ferries 5:1            |
| SFR Neukölln – Barbican Chess Club 2½:3½                  |
| Limhamns SK – SK1968 3:3                                  |
| WCz Witebsk – Glasinac Sokolac 5:1                        |
| Clichy-Echecs 92 – Sparkasse Gleisdorf 4:2                |
| ESV Austria Graz – TJ TŽ Třinec 1:5                       |
| Iraklio OAA – Drita Suva Reka 2:4                         |
| Asker SK – Taflfélagið Hellir 3½:2½                       |
| SV United Chocolates Tschaturanga – Joensuun SK 1:5       |
| Nidum Liberals – KSK Rochade Eupen-Kelmis ½:5½            |
| Phibsboro Chess Club – Cardiff Chess Club 2½:3½           |
| TED Ankara Kolejliler – RVH Chess Club 5:1                |
| De Sprénger Echternach pauza                              |

## Klasyfikacja
Źródło: OlimpBase
| Msc | Zespół                            | M | W | R | P | Pkt |
| --- | --------------------------------- | - | - | - | - | --- |
| 1   | NAO Chess Club                    | 7 | 6 | 1 | 0 | 13  |
| 2   | Polonia Plus GSM Warszawa         | 7 | 6 | 0 | 1 | 12  |
| 3   | ŠK Kiseljak                       | 7 | 6 | 0 | 1 | 12  |
| 4   | Norilskij Nikiel Norylsk          | 7 | 5 | 1 | 1 | 11  |
| 5   | Ładja Kazań-1000                  | 7 | 4 | 2 | 1 | 10  |
| 6   | Petersburg Lentransgaz            | 7 | 5 | 0 | 2 | 10  |
| 7   | Beer Sheva Chess Club             | 7 | 4 | 2 | 1 | 10  |
| 8   | Tbilisi                           | 7 | 5 | 0 | 2 | 10  |
| 9   | Alkaloid Skopje                   | 7 | 4 | 1 | 2 | 9   |
| 10  | Zalaegerszegi Csuti-Hydrocomp SK  | 7 | 4 | 1 | 2 | 9   |
| 11  | Tomsk-400-Jukos                   | 7 | 3 | 3 | 1 | 9   |
| 12  | Werder Brema                      | 7 | 4 | 1 | 2 | 9   |
| 13  | Polfa Grodzisk Mazowiecki         | 7 | 4 | 1 | 2 | 9   |
| 14  | WCz Witebsk                       | 7 | 4 | 0 | 3 | 8   |
| 15  | Corpora Lipovec                   | 7 | 4 | 0 | 3 | 8   |
| 16  | Bosna Sarajewo                    | 7 | 4 | 0 | 3 | 8   |
| 17  | Momot Donieck                     | 7 | 3 | 2 | 2 | 8   |
| 18  | Wieśninka Mińsk                   | 7 | 4 | 0 | 3 | 8   |
| 19  | Clichy-Echecs 92                  | 7 | 4 | 0 | 3 | 8   |
| 20  | Barbican Chess Club               | 7 | 4 | 0 | 3 | 8   |
| 21  | TJ TŽ Třinec                      | 7 | 3 | 1 | 3 | 7   |
| 22  | ASA Szlomo Har-Cwi Tel Awiw       | 7 | 3 | 1 | 3 | 7   |
| 23  | KSK 47 Eynatten                   | 7 | 3 | 1 | 3 | 7   |
| 24  | Drita Suva Reka                   | 6 | 2 | 1 | 3 | 7   |
| 25  | Limhamns SK                       | 7 | 2 | 3 | 2 | 7   |
| 26  | SK1968                            | 7 | 3 | 1 | 3 | 7   |
| 27  | KSK Rochade Eupen-Kelmis          | 7 | 3 | 0 | 4 | 6   |
| 28  | Joensuun SK                       | 7 | 3 | 0 | 4 | 6   |
| 29  | SFR Neukölln                      | 7 | 3 | 0 | 4 | 6   |
| 30  | AO Kydon-Blue Star Ferries        | 7 | 3 | 0 | 4 | 6   |
| 31  | Asker SK                          | 7 | 3 | 0 | 4 | 6   |
| 32  | CRELEL Liège                      | 7 | 3 | 0 | 4 | 6   |
| 33  | Glasinac Sokolac                  | 7 | 3 | 0 | 4 | 6   |
| 34  | Jyväs-Shakki                      | 7 | 2 | 2 | 3 | 6   |
| 35  | Sparkasse Gleisdorf               | 7 | 2 | 1 | 4 | 5   |
| 36  | Cardiff Chess Club                | 6 | 1 | 1 | 4 | 5'  |
| 37  | ESV Austria Graz                  | 7 | 2 | 1 | 4 | 5   |
| 38  | Iraklio OAA                       | 7 | 2 | 0 | 5 | 4   |
| 39  | Taflfélagið Hellir                | 7 | 2 | 0 | 5 | 4   |
| 40  | TED Ankara Kolejliler             | 6 | 1 | 0 | 5 | 4   |
| 41  | De Sprénger Echternach            | 6 | 1 | 0 | 5 | 4   |
| 42  | SV United Chocolates Tschaturanga | 7 | 2 | 0 | 5 | 4   |
| 43  | Nidum Liberals                    | 6 | 0 | 1 | 5 | 3   |
| 44  | Phibsboro Chess Club              | 6 | 0 | 1 | 5 | 3   |
| 45  | RVH Chess Club                    | 6 | 0 | 0 | 6 | 2   |